# Юнистрим
Юнистрим (Unistream) — российский банк, оператор и расчётный центр одноименной платежной системы, по которой осуществляются денежные переводы в России и странах СНГ. Банк входит в Реестр операторов платёжных систем.
Имеет лицензию на осуществление банковских операций без права привлечения во вклады денежных средств физических лиц. Собственная сеть Юнистрим насчитывает около 278 подразделений. Полное наименование — акционерное общество коммерческий банк «Юнистрим».

## История
Система «Юнистрим» начала своё функционирование как департамент банка «Юниаструм» в 2001 году. Система вышла на рынок, предложив тарифы от 1 %.
В 2005 году руководством банка «Юниаструм» было принято решение о выделении системы в отдельный бизнес. 31 мая 2006 года Центральный банк России зарегистрировал ОАО КБ «Юнистрим» под № 3467 и 16 августа 2006 года выдал ОАО КБ «Юнистрим» лицензию на осуществление банковской деятельности.
В ноябре 2006 года состоялась продажа 26 % акций британской компании Aurora Russia Limited. Эта сделка обеспечила приток 20 млн $ и сделала иностранную компанию соинвестором бизнеса.
Система «Юнистрим» является соучредителем Национального платежного совета, основанного под эгидой ЦБ РФ и АРБ.
По итогам 2013 года «Юнистрим» названа «Лучшей системой денежных переводов Восточной Европы» по версии International Finance Magazine. В 2012 году — лауреат премии IAMTN (Международная ассоциация систем денежных переводов) и Global banking & Finance Review Awards.
В 2014 году рейтинговое агентство «Эксперт РА» присвоило АО КБ «Юнистрим» рейтинг кредитоспособности по национальной шкале на уровне A+(II) со стабильным прогнозом. В 2016 году рейтинг был понижен до A+(III), в 2017 заменён на ruBBB+, в 2018 понижен до ruB+, а в 2020 году отозван. 
Рейтинговое агентство АКРА в 2022 году присвоило банку «Юнистрим» рейтинговую оценку BB-(RU) со стабильным прогнозом. В 2023 рейтинг был подтверждён, а в 2024 понижен до B+(RU).
В конце 2015 года «Юнистрим» запустил сервис онлайн-переводов с банковских карт на собственном сайте.

## Деятельность
- Банк не работает в области высоко рискованных сегментов, не ведет деятельность на рынке розничного кредитования.
- Международная платежная система «Юнистрим» признана победителем в номинации «Best Money Transfer System Russia 2015» (Лучшая система денежных переводов в России 2015)[источник не указан 1590 дней].
- Юнистрим является организатором международной конференции «Банк Будущего», посвященной платежным сервисам, денежным переводам и инновациям.
- Платежная система «Юнистрим» признана Банком России национально значимой.
- 24 мая 2017 года «Эксперт РА» пересмотрел рейтинг кредитоспособности АО КБ «Юнистрим» в связи с изменением методологии и присвоил рейтинг на уровне «ruBBB+» (соответствует рейтингу «A+(III)» по ранее применявшейся шкале). По рейтингу установлен прогноз «стабильный».
- «Юнистрим »— участник АРБ (Ассоциация российских банков), ассоциации «Россия» (Ассоциация региональных банков России), IAMTN[7], BACEE, SWIFT.
- В октябре 2016 года система внесена в санкционный список Украины. Её деятельность на территории Украины запрещена[8].
- В соответствии с новой классификацией типов банковских лицензий Банка России, «Юнистрим» работает по универсальной лицензии, которая даёт право проводить международные операции, создавать филиалы на территории иностранного государства и предоставлять широкий спектр банковских услуг[9].

## Банковская карта «Юнистрим»
«Юнистрим» выпускает два вида банковских карт Visa: карты моментальной выдачи и именные (эмбоссированные) карты, позволяющие оплачивать покупки и снимать наличные в офисах «Юнистрим» и банкоматах. Для переводов с карты «Юнистрим» действуют специальные тарифы. Карту может оформить гражданин любой страны мира.

## Санкции
20 июля 2023 года, на фоне вторжения России на Украину, банк попал под блокирующие санкции США, самому банку и любым структурам, в которых он владеет долей более чем 50%, будет запрещено иметь дело с американским физлицами и компаниями.

## Собственники и руководство
Акционеры:
- Компания Gutransfers GG Limited — 100 % доли в УК

Совет директоров:
- Скворцов Олег Викторович — член совета директоров
- Григорян Сергей — член совета директоров
- Речкалова Елена Акимовна — член совета директоров

Правление:
- Кудьяров Каиржан Смагулович — председатель правления, член правления
- Казакова Ольга Викторовна — операционный директор, член правления
- Заблудин Герман Юрьевич — директор блока банковских технологий и инноваций, член правления